# Nellie Gray

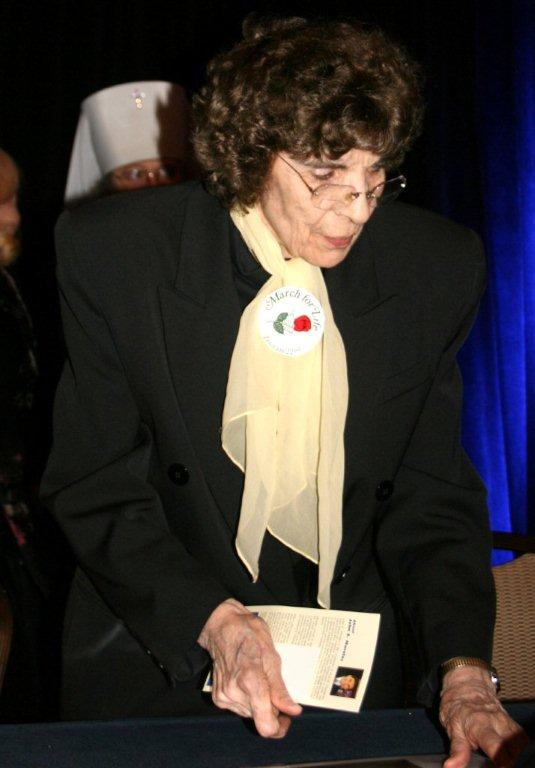
Nellie Gray (März 2012)

Nellie Gray (* 24. Juni 1924 in Big Spring, Texas; † 13. August 2012 in Washington, D.C.) war eine US-amerikanische Abtreibungsgegnerin, die als Gründerin des March for Life bekannt wurde.

## Leben
Nellie Gray wurde im Sommer 1924 in der texanischen Stadt Big Spring als Tochter eines Automechanikers in einfache Verhältnisse geboren. Nach dem Abschluss der High School arbeitete sie einige Monate lang als Sekretärin, um ihre weitere Ausbildung zu finanzieren. 1941 schrieb sie sich am Texas State College for Women ein, ging aber wenig später nach dem Angriff auf Pearl Harbor zum Women’s Army Corps, der Frauen-Abteilung der United States Army, um sich an der Verteidigung der Vereinigten Staaten zu beteiligen. Nach Kriegsende nahm sie mithilfe des G. I. Bill ihr Hochschulstudium wieder auf und erlangte einen Bachelor-Abschluss in Betriebswirtschaftslehre und einen Master-Abschluss in Wirtschaftswissenschaften. Später verfolgte sie im Abendstudium erfolgreich ein Jura-Studium an der Georgetown University. Danach nahm sie eine Stelle als Juristin im Arbeitsministerium der Vereinigten Staaten an. Zu diesem Zeitpunkt war sie Mitglied der Demokratischen Partei.
Gray gehörte der römisch-katholischen Kirche an und glaubte, dass direkt nach seiner Zeugung der Embryo bereits als menschliches Leben zu werten sei. Davon ausgehend lehnte sie Abtreibungen in jeder Phase oder Situation der Schwangerschaft als Mord ab. Als 1973 der Supreme Court der Vereinigten Staaten mit dem Urteil Roe v. Wade Abtreibungen in den ersten zwei Trimestern der Schwangerschaft legalisierte, war Gray entsetzt und suchte nach Wegen, diese für sie falsche Entscheidung nichtig zu machen. Daraufhin kündigte sie ihre Anstellung im Arbeitsministerium und widmete sich dem Aktivismus gegen Abtreibungen. Am ersten Jahrestag der Gerichtsentscheidung im Januar 1974 organisierte sie eine Großdemonstration im Zentrum von Washington, D.C., aus der der jährliche March for Life hervorging. Wenige Wochen später gründete sie den March for Life Education and Defense Fund, eine Antiabtreibungsgruppe, die sie bis zu ihrem Tod als Präsidentin leitete. Über Jahrzehnte hinweg blieb Gray als Organisatorin des March for Life mit der Lebensrechtsbewegung verbunden. Sie starb im August 2012 88-jährig in Washington, D.C. und hinterließ keine Hinterbliebenen.